# گشنسب شاهان
گشنسب شاهان یا گشنسپداد گرشاهی سلسلهٔ پادشاهی در طبرستان بوده که در عصر اشکانیان در منطقه کوهستانی شرق مازندران شکل گرفت.
این سلسله در اوایل عصر ساسانی قلمروی خود را تا گیلان گسترش دادند. در دوران اردشیر ساسانی قلمروی گشنسب شاهان علاوه بر رویان و طبرستان شامل گیلان، دیلمان و دماوند می‌شده است.

## ریشه
ریشه خاندان گشنسپداد گرشاهی به مناطق کوهستانی شرق طبرستان منطقه هزارگری و شهر تمیشه می‌رسد و واژه گر به مردمان طبری کوهستان شرقی طبرستان گفته می‌شد. از آنجا که این خاندان ساکن در منطقه کوهستانی مازندران بودند گرشاه لقب گرفتند. لقب پتشخوارگرشاه به پادشاهان کوهستان طبرستان داده می‌شد.

## شکل‌گیری
به اعتقاد برخی مورخین این سلسله در سال ۳۳۰ قبل از میلاد مسیح در ناحیه تپوری نشین دریای خزر واقع در کوهستان شرق مازندران شکل گرفت. اردشیر برزگر در کتاب خود آغاز پادشاهی خاندان گشنسپ شاهان را پس از مرگ اسکندر مقدونی در قرن سوم پیش از میلاد می‌داند ولی مشخص نیست که آیا گشنسب شاهان از نسل فرادات، حاکم طبرستان در زمان هخامنشیان و اسکندر، است یا خیر. به اعتقاد برخی مورخین دیگر این سلسله در سال ۱۷۰ قبل از میلاد مسیح پس از کوچ برخی از اقوام تپور از شرق مازندران به منطقه آمارد در غرب مازندران (رویان) به مرکزیت آمل شکل گرفت.

## سقوط
گشنسب شاهان تا سال ۴۸۸ میلادی در طبرستان سلطنت می‌کردند. دوام حکومت و فرماندهی خاندان گشنسب در طبرستان تا روزگار بلاش ساسانی نوزدهمین پادشاه از دودمان ساسانی ادامه داشته است که در این زمان ترکان صحرانورد ماوراء جیحون به خراسان و مرزهای تپورستان (طبرستان) تاخته‌اند. کاری از گشنسب شاهان برنیامد ولی کیوس فرزند ارشد قباد شاه ساسانی، به امر پدر به کمک مردم طبرستان شتافت و کیوس به فرمان برادر با سپاهی انبوه از تبرستانی‌ها به سمت خراسان رفت و خاقان ترک را شکست داد. از این زمان حکومت خاندان گشنسب پایان یافت و حکومت به ساسانیان منتقل شد. در این سال کیوس، پسر مهتر قباد و برادر خسرو انوشیروان، خود از طرف پدرش قباد به فرمانروایی در طبرستان پرداخت که این فرمانروایی خود آغازی شد بر گاهشمار تبری که به تقویم طبری معروف است. کیوس آیین مزدکی داشت و مزدکیان می‌خواستند او را به پادشاهی بنشانند از این جهت خسرو انوشیروان او را از طبرستان برداشته، قارن پسر سوخرا را به جای او گماشت. از این تاریخ سلسله کارنوندیان در طبرستان روی کار می‌آیند که ایشان را آل قارن می‌خوانند.